# 多花兰
多花兰（学名：Cymbidium floribundum），又称金棱边，为兰科兰属下的一个种。

## 扩展阅读
- 維基物種上的相關：多花兰